# PzKpfw II Flamm Ausf A und B (Sd.Kfz. 122)
Het Duitse pantservoertuig Panzerkampfwagen II met vlammenwerper uitvoering A und B, ook bekend als PzKpfw II Flamm Ausf A und B (Sd.Kfz. 122), was een lichte tank met vlammenwerper gebruikt door het leger van nazi-Duitsland tijdens de Tweede Wereldoorlog.

## Achtergrond
Begin 1939 realiseerde men zich bij het Waffenamt dat een gepantserd voertuig met vlammenwerper personen uit een bunker of een andere versterkte opstelling zou kunnen verdrijven. Op 21 januari werd een eerste bestelling voor negentig gepantserde vlammenwerpers geplaatst. Deze bestelling werd de pre-productiereeks (0-reeks) genoemd en werd officieel aangeduid als de PzKpfw II Flamm Ausf A. Het chassis was identiek aan die van de PzKpfw II Ausf D & E en werd afgewerkt in april 1939, waarna een prototype van de Flamingo uit zacht staal werd afgeleverd in juli 1939. De uiteindelijke productie van de negentig tanks uit de 0-reeks begon in mei 1939. De eerste Ausf A Flammpanzer werd in januari 1940 afgewerkt. In maart 1940 werden drieënveertig stuks PzKpfw II Ausf D und E's uit de 7e (10) en 8e (20) Panzer Division genomen en startte men met de conversie tot PzKpfw II (F) Ausf A. Op 19 juli 1940 waren 16 Flamingo's klaar en in oktober 1940 waren dit er zevenentachtig. De laatste drie Ausf A werden afgeleverd in februari 1941. Een tweede bestelling van hondervijftig PzKpfw II (F)'s, de Ausf B-reeks, werd geplaatst op 8 maart 1940. Hiervan werden er vijfenzestig afgewerkt, toen eind 1941 werd bevolen dat alle Flammpanzers moesten dienen als chassis voor de Pz Sf I für 7.62cm PaK36(r), Marder II.
De Sd.Kfz. 122 had als hoofdbewapening twee vlammenwerpers die werden gemonteerd boven de rupsbanden in twee Spitzkopfe, aan de voorzijde van de bovenstructuur. Elke vlammenwerper kon men 180° draaien en had een brandstoftank van 160 liter, een mengsel van benzine en olie, waarmee zo'n tachtig vuurstoten over een bereik van 25 meter konden worden afgevuurd. Er waren zes stikstoftanks (één bron zegt vier) opgeslagen aan de buitenzijde van de PzKpfw II Flamm Ausf A und B (Sd.Kfz. 122) om de vlammenwerpers aan te drijven. De vlammenwerpers werden geactiveerd door middel van een ontsteker op basis van acetyleen. Als deelbewapening had men nog steeds de MG34, doch deze was nu gemonteerd in een kleinere koepel, de Kugelblende genaamd, die 360° kon roteren. De tank bevatte drie bemanningsleden; de bestuurder, een radio-operator en de commandant/operator van de vlammenwerper). De Flamingo's hadden eveneens granaatwerpers op hun achtersteven waarmee ze rookgranaten konden afvuren. De verschillen tussen Ausf A en Ausf B zijn dat Ausf B enkele aanpassingen hebben ondergaan aan de wielophanging.

## Dienstjaren
Vanaf 21 juni 1941 werden er tweeënveertig Flammpanzers ingezet in Panzerabteilung (F) 100 en Panzerabteilung (F) 101 aan het Russisch front. De Panzerabteilungen werden opgeleid en ingezet als ondersteuningstroepen voor de infanterie in de hoofdaanvalsmacht. Tijdens operatie Barbarossa was Panzerabteilung (F) 100 gekoppeld aan het 18e Panzer Division en Panzerabteilung (F) 101 was gekoppeld aan de 7e Panzer Division. Panzerabteilung (F) 100 is te herkennen aan het kenteken met meervoudige vlammen. Panzerabteilung (F) 101 is te herkennen aan het kenteken met gekruiste vlammenwerpers in de groene kleur.
Al vlug werd ingezien dat de indeling in twee Panzerabteilungen te groot bleek voor de ondersteuningstaken. Hun lichte bepantsering en hun hoge ontvlambaarheid maakten deze tanks zeer kwetsbaar, dewelke ook te zien waren in hun vele verliezen. In Panzerabteilung (F) 100 waren er op 20 oktober 1941 nog 7 stuks in dienst en in Panzerabteilung (F) 101 waren er op 8 november 1941 nog vijf actief. Eind 1941 werden de overblijvende Flammpanzers teruggetrokken van het Russisch front en begin 1942 leidde een reorganisatie ertoe om ze in te delen in normale Panzereenheden waarna ze al vlug werden geconverteerd in de 7,62 cm PaK(r) (Sf), Marder II-uitvoering. Een aantal koepels (Kugelblende) werden onder andere in Noorwegen in versterkte opstellingen ingebouwd. Een volledig gerestaureerde Flammpanzer is vandaag te bezichtigen in het Wehrtechnik Museum te Koblenz, Duitsland.